# Clube de Regatas Vasco da Gama (Distrito Federal)
O Clube de Regatas Vasco da Gama foi um clube de futebol brasileiro, sediado em Brasília, no Distrito Federal. Disputava o campeonato brasiliense. Disputou o campeonato no ano de 1984.

## Campeonato Brasiliense de 1984
O Vasco estreou no campeonato brasiliense em 1984. Em um campeonato repleto de turnos o time só conseguiu cinco vitórias em 28 jogos.

### Primeiro turno
8º lugar - 07 jogos - 0 vitórias - 0 empates - 07 derrotas - 01 gol marcado e 13 gols sofridos.

### Segundo turno
8º lugar - 07 jogos - 0 vitórias - 01 empate - 06 derrotas - 0 gol marcado e 14 gols sofridos.

### Terceiro turno
8º lugar - 07 jogos - 01 vitória - 01 empate - 05 derrotas - 02 gols marcados e 12 gols sofridos

### Primeira vitória
09/09/1984 Vasco da Gama 1 x 0 Sobradinho - Primeira vitória após 17 jogos (02 empates e 15 derrotas).

### Quarto turno
3º lugar - 07 jogos - 04 vitórias - 01 empate - 02 derrotas - 07 gols marcados e 08 gols sofridos.
A campanha:
07/10 Guará 1 x 0 Vasco - 14/10 Vasco 2 x 1 Ceilândia - 17/10 Vasco 1 x 0 Gama - 24/10 Sobradinho 2 x 2 Vasco - 28/10 Vasco 1 x 0 Tiradentes - 04/11 Brasília 4 x 0 Vasco - 11/11 Vasco 1 x 0 Taguatinga.

### Campanha
28 jogos - 05 vitórias - 03 empates - 20 derrotas - 10 gols marcados e 47 gols sofridos.